# Коатепек-Аринас (муниципалитет)
Коатепек-Аринас (исп. Coatepec Harinas)  —   муниципалитет в Мексике, входит в штат Мехико.